# Herbert Grierson
Herbert John Clifford Grierson, född 16 januari 1866, död 19 februari 1960, var en brittisk litteraturhistoriker.
Herbert Grierson studerade i Aberdeen och Oxford, var professor i retorik och engelsk litteraturhistoria vid universitetet i Aberdeen 1894–1915 och var professor i samma ämne vid universitetet i Edinburgh 1915–1935. Han publicerade bland annat The first half of the seventeenth century (1906), Metaphysical poets, Donne to Butler (1921), The background of the English literature, and other collected essays (1925), Lyrical poetry from Blake to Hardy (1928), Cross-currents in the literature of the seventeenth century (1929), Carlyle and Hitler (1933), Milton and Wordsworth, poets and prophets (1937), Sir Walter Scott, Bart. (1938), Essays and adresses (1940), The English bible (1943), Critical history of English poetry (1944, tillsammans med J. C. Smith) och Rhetoric and English composition (1944). Grierson utgav John Donnes dikter 1912 och från 1932 Walter Scotts brev.